# Колесников, Борис Борисович
Бори́с Бори́сович Коле́сников (27 июня 1977, Москва, СССР — 16 июня 2014, Москва, Российская Федерация) — генерал-майор полиции, в 2012—2014 годах служивший заместителем начальника Главного управления экономической безопасности и противодействия коррупции МВД России. Основной фигурант «Дела ГУЭБиПК и генерала Сугробова».

## Биография
Вместе со своим будущим начальником генералом Д. А. Сугробовым начал работать милиционером, потом в региональном отделе по борьбе с организованной преступностью УВД Северного административного округа Москвы. В 1999 году Колесников и Сугробов перешли в центральное региональное управление по борьбе с организованной преступностью МВД.
С 2001 года — оперативники в главном управлении МВД России по Центральному федеральному округу. Затем Борис Колесников — начальник отдела 10-го оперативно-разыскного бюро (занимавшегося борьбой с организованной преступностью) департамента экономической безопасности МВД России
С августа 2011 года (после реорганизации МВД) — начальник управления «Б» (занимающегося расследованием преступлений в бюджетной сфере) нового ведомства — Главного управления экономической безопасности и противодействия коррупции МВД России (ГУЭБиПК).
С августа 2012 года — полковник и заместитель начальника ГУЭБиПК, курирует управления «Б» (преступления в бюджетной сфере), «К» (борьба с коррупцией) и «М» (расследование преступлений в сфере машиностроения и металлургии).
В октябре 2013 года получил специальное звание генерал-майора полиции.
Борис Колесников был женат, у него трое несовершеннолетних детей.
27 апреля 2017 года признан виновным Московским городским судом в создании совместно с Сугробовым Д. А. преступного сообщества, многочисленных провокациях взяток с 2011 по 2014 годы. Этим же приговором осуждены еще несколько руководителей и сотрудников ГУЭБиПК МВД РФ.
Уголовное преследование в отношении Колесникова осуществлялось посмертно по причине возражения его родственников против прекращения уголовного дела в связи со смертью. Суд, с учётом доказанности вины Колесникова, уголовное дело в отношении него прекратил.

## Служебная деятельность
Руководил и участвовал в следующих расследованиях и разоблачениях:
- крупные махинации чиновников в Кабардино-Балкарии;
- аферы с закупками томографов, изобличённые президентом Дмитрием Медведевым;
- расследование в отношении главврача поликлиники № 2 управления делами президента Анатолия Бронтвейна, подозреваемого в получении «отката» за заключение госконтракта;
- расследование в отношении и. о. руководителя подмосковного управления Росреестра Ольги Ждановой, подозреваемой в получение взятки за регистрацию недвижимости;
- расследование в отношении одного из руководителей Южно-Российского госуниверситета экономики и сервиса, получившего взятку за назначение на должность;
- расследование дела «Оборонсервиса»;
- расследование в отношении заместителя директора Онкологического центра имени Герцена Сергея Безяева, подозреваемого в мошенничестве с госконтрактом;
- расследование в отношении директора департамента Счётной палаты Александра Михайлика, подозреваемого в получении взятки за организацию внеплановой проверки ФГУП «Спорт-инжиниринг»[5][6];
- организовал оперативно-розыскные мероприятия в отношении начальника отдела Московской межрегиональной транспортной прокуратуры Дениса Евдокимова[7][8].

### Дело в отношении сотрудников ФСБ
В конце 2013 года ведомство генерала Колесникова начало разработку в отношении неких Игоря Леонидовича и Валерия Александровича. Впоследствии в СМИ утверждалось, что Валерий Александрович — руководитель общественного фонда бывших сотрудников ФСБ, второе лицо — Игорь Леонидович Дёмин, замначальника 6-й службы 9-го управления ФСБ Ивана Ткачёва.
Один из посредников, задействованных в разработке сотрудников ФСБ, сдал оперативную информацию разрабатываемому ведомству, в результате чего ФСБ инициировало ответное расследование, арест подчинённых генерала, и в феврале вызов его самого в Следственный комитет в качестве свидетеля на допрос, перешедший в арест.
Cуществует версия «Новой газеты», по которой дело, в рамках которого полицейские подвели к замначальнику 6-й службы УСБ ФСБ Игорю Дёмину своего агента, оказалось частью изящной комбинации особистов Лубянки, которые, якобы, сами инициировали этот оперативный подход и убедили в его надёжности Колесникова, а в конечном счёте посадили полицейских по обвинению в провокации взятки и создании ОПС.
В марте 2014 года президент лишил генерала Колесникова должности. В начале апреля 2014 Колесников направил письмо генпрокурору РФ Юрию Чайке и председателю СК РФ Александру Бастрыкину, изложив свою версию событий. В мае генерал стал одну за другой получать в СИЗО «бытовые» черепно-мозговые травмы. Подал жалобу в ЕСПЧ, утверждая, что его жизни угрожает опасность.
После задержания у Б. Б. Колесникова было выявлено множество объектов дорогостоящей недвижимости, записанной на мать и организацию, на которые был наложен арест: нежилые помещения площадью 916,4 м², 807,1 м², 1067,9 м², а также три машино-места. Как отметил суд, у матери Колесникова не было финансовой возможности самостоятельно приобрести несколько значительных по площадям объектов дорогостоящей недвижимости в г. Москве, а из протокола обыска в кабинете Б. Б. Колесникова от 28 февраля 2014 года следует, что в его бумагах были обнаружены документы, касающиеся доходов от использования зарегистрированной на мать недвижимости.
Также, многочисленные объекты недвижимости, стоимостью более 230 млн рублей, были выявлены у начальника Б. Б. Колесникова — Д. А. Сугробова, записанные на его жену: помимо квартиры и двух машиномест, также недвижимое имущество площадью 233,24 м², 130,68 м², 126,20 м², 424,61 м², 424,61 м² и 68,01 м². Как отметил сам Д. А. Сугробов в своём письме на имя В. В. Путина: «никто из членов моей семьи никогда не занимался коммерцией и не работал в коммерческих структурах…».
16 июня 2014 года во время допроса в Следственном комитете Колесников выпал с балкона 6-го этажа и разбился насмерть. Согласно официальной версии, покончил жизнь самоубийством.
После отставки из ФСБ главного оппонента этих опальных генералов Феоктистова, который и руководил операцией задержания Дениса Сугробова и Бориса Колесникова, Верховный суд существенно смягчил приговор Сугробову, что, по мнению его адвоката, свидетельствовало о невиновности: «Как мы считаем, это означает, что преступление не подтвердилось, но у нас система не умеет признавать ошибок», — сказал Исецкий. Вместе с тем, полковник Сергей Новиков, который возглавлял следствие по делу бывшего генерала Дениса Сугробова, получил повышение и был назначен Путиным на пост старшего следователя при главе СКР Александре Бастрыкине.

### Версии гибели
По версии Генеральной прокуратуры РФ, Следственного комитета РФ и ФСБ России Колесников являлся высокопоставленным чиновником, создавшим вместе с Сугробовым организованное преступное сообщество из сотрудников ГУЭБиПК МВД РФ, целью которого была провокация взяток и фабрикация уголовных дел с целью последующего продвижения по службе, получения ведомственных и иных наград. После ареста Колесников разбил себе голову об стенку в СИЗО, а затем выбросился с 6-го этажа СКР.
Другими СМИ и родственниками Колесников представляется как борец с коррупцией, которого арестовали после попытки разоблачения высокопоставленного взяточника-генерала ФСБ, затем несколько раз пробили ему в СИЗО голову и после допроса в СКР выбросили с 6-го этажа.
Существует мнение, что ситуация возникла в связи с пресечением работы «обнального рынка» терминалов наличной оплаты, мероприятия по декриминализации которых курировали генералы Сугробов и Колесников. Эту версию популяризировал глава Серпуховского района Александр Шестун.